# ジュニア・愛の関係
『ジュニア・愛の関係』（ジュニア・あいのかんけい）は、1992年4月16日から6月25日までフジテレビ系列『木曜劇場』枠で放送されたテレビドラマ。主演は高嶋政伸。全11回。

## 概要
親の愛を受けて育った「太陽の男」稲城平馬、親の愛を知らずに育った「氷の男」田丸竜一。大物政治家を親に持つこの2人の青年は、『長野新国際空港計画』『長野大自然公園計画』に絡む巨大利権の歯車として共に長野五区から出馬することになる。政治を舞台に2人の青年の愛憎と葛藤と権力闘争を描いた作品。田中角栄の秘書を長く務めた早坂茂三が、大物政治家・田丸魁役でレギュラー出演している。
現在に至るまで映像ソフト化されていない｡

## キャスト
- 稲城平馬（結婚後は佐伯平馬に改姓）：高嶋政伸　
長野市役所・すぐやる課職員→衆議院議員（民自党・稲城派→田丸派）
政権与党・民自党の稲城派の領袖・稲城徳善を父に持ち、周囲の人々の愛を受け純朴に育つ。父・徳善への敬慕の念は強く、父の掲げる"愛"の政治を市民の側から実践したいとの思いを抱き、長野市役所・すぐやる課で職員として働いていた。その頃に三沢ひまわりと出会い、恋に落ちる。そんな中、彼は父から衆院議員総選挙への立候補を打診される。
初めは断るものの、我が子に懇願する父の姿に絆され、立候補を承諾する。一方、ひまわりとの間には子が授かるはずだったが、選挙への悪影響を懸念した徳善の手により堕胎させられる。結果、選挙では次点で落選するが、その直後に上位当選候補・根津興五郎の逝去による繰り上げ当選で国会議員としてのキャリアを踏み出す。
その"愛"を疑わずに育った父の、それまで見ることのなかった非情さと「力を持たない愛の政治はない」という現実に触れた平馬は、因縁の宿敵・田丸竜一を倒し、父・徳善を倒し、ひまわりを取り戻そうとする思いから政治家として力を希求し始め、新人議員としては異例の出世を遂げていくが、それと共に自らの人として進むべき道をも見失っていく。
- 田丸竜一：加藤雅也　
鰐口七七雄・第1秘書→衆議院議員（民自党・田丸派→稲城派）
民自党の最大派閥・田丸派の首魁で、副総理の田丸魁を父に持つ男。政治活動に勤しみ家庭を顧みる余裕を持たない父、地元・長野の田舎暮らしに馴染めずに我が子の養育も使用人任せの母を始めとして、周囲の人々の誰からも省みられず、愛に飢えて育つ。その空虚を埋め合わせるかのように、力を得ることに執着し、「20代で政務次官、30代で大臣、40代で幹事長、50代で総理大臣」を自らの目指すべき目標として掲げている。
父の腹心・鰐口の第1秘書として自身の手腕を磨き、衆院議員総選挙にて平馬と同じ長野五区より立候補する。生まれてから13歳までの少年時代を長野で過ごしており、稲城平馬とも実は5歳の頃に出会っている。母親の愛を一身に受けているその姿に竜一は憎悪を抱き、彼への敵愾心を燃やす。
その一方で、妹であるひまわりへの初めて感じた恋心に焦がれ苦悩する。しかし、その愛への苦悩が彼の力への渇望に確かな方向性を与えていくことになる。3年前の航空機疑惑事件では、鰐口の秘書として政界における窓口的な役割を担っており、佐伯時雄とは常に顔を合わせてきた。彼の記憶によって紡がれた"田丸竜一メモ"が、父の政治的生命と共に日本の各界をも揺るがす火種となり、それを持つ竜一は命の危険に晒されていく。
- 佐伯馮子：田中美奈子
3年前に起こった航空機疑惑事件に関わって全責任を被せられ、自殺したニッポン物商課長・佐伯時雄の長女。父の仇である田丸魁と腹心・鰐口七七雄、田丸の子であり鰐口の秘書でもある竜一に憎しみを抱き、父の汚名を雪ぐために日々新聞社に入社し、政治部所属のジャーナリストとなる。その復讐の手始めに、竜一の対抗馬である平馬に近づいて秘書となり、行く行くはその地盤・看板・カバンを奪い政界へと打って出るべく策を巡らすが、その一方で仇と憎む竜一と惹かれ合い、復讐心との板ばさみに苦悩する。
- 三沢ひまわり：松雪泰子　
田丸魁の庶子であり、竜一の妹。信州大学2年生。稲城平馬と出会い、恋に落ちるが、彼との間に授かった子を徳善によって堕胎させられ、2人の関係は終わる。彼女の前に現れたもう一人の男・田丸竜一に、兄とは知らずに惹かれていく。竜一が兄であることを知った後も、竜一の秘書となって働きながら徳善や魁とも交流を持つなど、物語を通して2人のジュニアと、その父の間を繋ぐ存在である。
- 佐伯新子：水野真紀　
料亭「藤ノ瀬」で"小秋"の源氏名で芸妓として働く。父の仇・田丸魁の腹心である鰐口から情報を聞き出し、姉へとリークする役を担っていたが、彼から愛人として身請け話を持ちかけられ、それをゴシップとして田丸派攻撃へと利用した姉に反発し、自殺を図るが、平馬に救われ、やがて彼と結婚する。しかし、ひまわりを忘れられない平馬にとって新子との結婚は、竜一と父を打倒し、鰐口への取引材料を手にするための戦略でしかなかった。
- 冬木理加：秋本奈緒美
鰐口七七雄第二秘書→田丸竜一秘書→田丸竜一夫人
鰐口の第2秘書を務める。竜一とは同僚であり、代議士当選後には彼の秘書となる。竜一を以前から慕っており、彼の望んでも得ることの叶わない愛に苦悩する姿を静かに優しく見守る。秘書時代に鰐口との間に不義の子を身ごもるが、竜一はその事実を隠蔽する工作の一環として彼女と結婚する。
- 稲城徳善：橋爪功
衆議院議員　環境庁長官（民自党・稲城派）
政権与党・民自党のハト派と言われるベテラン議員。民自党総裁で現総理大臣である寺沢は、彼の派閥に属している。外見こそ「信州のもっさり牛」の渾名を頂戴するほどの温厚さであるが、その裏では冷徹な計算を働かせ、「政治は悪の論理の上にこそ成り立つ」と嘯いて恥じない。
信州の巨大利権を得るための手駒として、息子を地元の長野五区から立候補させるべく、ひまわりと平馬の子を堕胎させ、実弾・怪文書と、ありとあらゆる手段を用いて選挙を戦う。紆余曲折を経て当選した平馬が、裏で進めていた長野の巨大利権構想のからくりを暴き出すという予想外の成長に、いつしか恐怖を抱くようになる。
- 田丸魁：早坂茂三
衆議院議員　副総理（民自党・田丸派）
「目黒の居眠りダヌキ」と渾名される、民自党最大派閥・田丸派のドン。竜一の父。副総理として表舞台には立たず、黒幕として院政を敷き、日本の国政を牛耳る。国会内では常に車椅子で移動し、自身の足では歩かない。大政治家として常に権力闘争の真っ只中にその身を置き、竜一に対しても甘やかすことなく、鰐口の秘書として働かせ、力を得るための哲学を叩き込んだ。
その一方でひまわりの求めに応じ、議員辞職の危機に瀕した平馬に窮地を脱するための秘策を授けたりするなど、人間的な感情を覗かせもしている。信州の巨大利権を得るための手駒として竜一を、ライバル・徳善の牙城たる長野五区にぶつけて立候補させた。
- 長谷部伸一郎：西岡徳馬
衆議院議員　経済企画庁長官（民自党・稲城派）
民自党・稲城派のナンバー2。経済企画庁長官。甘いマスクとスタイリッシュな立ち居振る舞いで大衆人気の高い政治家。「長谷伸」と略して呼ばれるが、一方では「気取り屋白鳥（スワン）」などと陰口を叩かれる（他の議員の公用車のボディカラーが黒っぽい色で統一されている中、彼の公用車だけは白である）。
そのパブリックイメージとは裏腹に、激情に駆られると荒い言葉遣いを見せることもある。藤ノ瀬季衣とは現在の愛人関係にあるが、彼女の心が竜一へと傾くのを内心苦々しく思っている。
- 鰐口七七雄：片岡鶴太郎
衆議院議員　運輸大臣（民自党・田丸派）
民自党・田丸派のナンバー2。運輸大臣。長谷部とは正反対の泥臭い風貌と、出身地である北関東の訛りが強いのが特徴。渾名は「ドロ鰐」。一見豪放磊落に見えるが、利に聡く、猜疑心が強く用心深い性格で、自分に関わることに関しては常に周囲にアンテナを張っている。田丸とは阿吽の間柄。好色漢で、過去に季衣を筆頭に、数多くの女性と愛人関係を築いてきた。
夫人・かつらがいるが、亭主の悪癖のせいか夫婦仲は冷え切っている。「品性がない」と魁に評されるだけあって、常に醜聞種に事欠かない人物であり、自派を一再ならずピンチに追いやっている。
- 藤ノ瀬季衣：池上季実子
赤坂の料亭「藤ノ瀬」の女将。民自党の権力闘争の中を生きる様々な男たちの姿を間近に見ていく。季衣が20歳の頃に母が女将として切り盛りしていた「藤ノ瀬」は経営が行き詰まり、その際に援助を申し出た鰐口に愛人として身請けし、愛人関係は10年間続く。その後には長谷部と懇ろになって5年経ち、鰐口に連れられ「藤ノ瀬」に赴いた竜一へと彼女の心は動いていくことになる。"自分の男を総理大臣にする"という夢を持っているが、鰐口、長谷部、竜一と常に妻帯者の男たちに愛人として囲われる"日陰の女"であり続けることに、寂しさと虚しさを感じ続けている。
- 佐藤二郎：川上たけし
- 鈴木弘：水島新太郎
- 木田心平：小野寺丈
- 大曽根陣：長江英和
- 吉居美樹：相田寿美緒
- 神山仁大：六平直政
- 有村信重検事正：山本學（友情出演）
- 鰐口かつら：芦沢孝子
- 鬼島信也検事：森下哲夫
- 寺沢首相：近松敏夫
- 鴻山華子：杉山亜矢子
- 吉田勇衆院議員：大竹まこと
- 小船元治衆院議員：きたろう
- 川西圭子議員：池田道枝

## スタッフ
- 企画：遠藤龍之介
- 脚本：長坂秀佳
- 演出：藤田明二、河野圭太
- プロデュース：中山和記
- 音楽：蓜島邦明
- 主題歌：ヤン・スギョン「いつかきっと微笑みへ」（作詞・作曲：辛島美登里）
- プロデュース補：服部嘉和
- 撮影：川田正幸、増井初明
- 演出補：村上正典、山下学美、平野眞 ほか
- 制作：フジテレビ、共同テレビ

## 放送日程
| 話数   | 放送日  | 演出     |
| ------ | ------- | -------- |
| 第1話  | 4月16日 | 藤田明二 |
| 第2話  | 4月23日 | 藤田明二 |
| 第3話  | 4月30日 | 河野圭太 |
| 第4話  | 5月07日 | 若松節朗 |
| 第5話  | 5月14日 | 河野圭太 |
| 第6話  | 5月21日 | 若松節朗 |
| 第7話  | 5月28日 | 河野圭太 |
| 第8話  | 6月04日 | 若松節朗 |
| 第9話  | 6月11日 | 河野圭太 |
| 第10話 | 6月18日 | 藤田明二 |
| 最終話 | 6月25日 | 藤田明二 |

## 小説
長坂秀佳により上下巻で小説化されている。2冊ともに、1992年6月にワニブックスより刊行。
- ジュニア「愛の関係」〈上〉（ISBN-484701149X）
- ジュニア「愛の関係」〈下〉（ISBN-4847011538）

## その他
- ドラマで使われた車両は放送当時のスポンサーである、三菱自動車の車種（デボネア、エクリプスなど）を使用していたが、メルセデス・ベンツも使われていた。
- 田中美奈子演じる佐伯馮子の愛車は三菱・エクリプスだが同じく田中が同名で演じた『ゴリラ・警視庁捜査第8班』（テレビ朝日）でも色、タイプは異なるが愛車として登場した。
- 当時フジテレビのアナウンサーだった増田明男、山中秀樹、木幡美子が本人役で出演している。
- 新子を演じた水野真紀はのちに後藤田正純と結婚、本当に「衆議院議員の妻」となった。
- 脚本の長坂秀佳は『木曜劇場』枠では唯一の作品である。また長坂が手がけた『都会の森』（TBSテレビ）でも高嶋政伸が主演を務めたほか水野真紀もレギュラー出演した。
- 本作から10年後、『こちら本池上署』（TBSテレビ）でも高嶋が主演を務めたほか水野に加え橋爪功、西岡徳馬（第2シリーズ以降）もレギュラー出演した。